# Richard Rosenfeld
Richard Bruce „Rick“ Rosenfeld (* 20. Dezember 1948 in St. Louis; † 8. Januar 2024 ebenda) war ein US-amerikanischer Soziologe und Kriminologe. 2010 war er Präsident der Amerikanischen Kriminologischen Vereinigung.

## Leben
Rosenfeld lehrte als Professor für Kriminologie und Strafrechtspflege an der Universität von Missouri in St. Louis. Seinen Bachelor-Abschluss machte er 1972 an der Universität von Oregon und 1984 wurde er ebendort von der soziologischen Fakultät zum Ph.D. promoviert.
Rosenfelds Forschungsinteressen lagen in der sozialen Erklärung von Gewaltkriminalität, der Kriminalstatistik und der Kriminalpolitik.
Rosenfeld starb im Januar 2024 im Alter von 75 Jahren in St. Louis, Missouri.

## Institutionelle Anomie-Theorie
Gemeinsam mit Steven Messner entwickelte Rosenfeld eine Institutionelle Anomietheorie, die darauf abhebt, dass sich die gesellschaftlichen Ziele massiv zum Ökonomischen hin verschoben haben und die gesellschaftlichen Mittel sich den monetären Wünschen anpassen. Die nichtökonomischen Institutionen (wie etwa Familie, Erziehung, Politik) seien nur noch unzureichend in der Lage, das kriminogene kulturelle Druckphänomen, nämlich die Überbewertung wirtschaftlichen Erfolges, zu bremsen. Das entstandene institutionelle Ungleichgewicht drücke sich dadurch aus, dass nichtökonomische Rollen und Funktionen entwertet werden, dass Anpassung an ökonomische Erfordernisse weit über die wirtschaftliche Sphäre hinaus verlangt wird und dass ökonomische Standards auch zu Standards der nichtökonomischen Institutionen werden. Damit sei die institutionelle Kontrolle der Mitglieder der Gesellschaft untergraben.

## Schriften
- Mit Steven Messner: Crime and the American Dream, 5. Auflage, Belmon: Wadsworth, 2013 (erste Auflage 1994).
- Mit Steven Messner: Crime and the Economy. London: Sage Publications, 2013.